# Старая Берёзовка (Сергачский район)
Ста́рая Берёзовка (эрз. Та́што веле) — село в Сергачском районе Нижегородской области, административный центр Староберёзовского сельсовета.
Село располагается на правом берегу реки Пьяны.
В селе расположено отделение Почты России (индекс 607509).

## Население
| 2002 | 2010 |
| ---- | ---- |
| 313  | ↘255 |